# Efecto Wilson

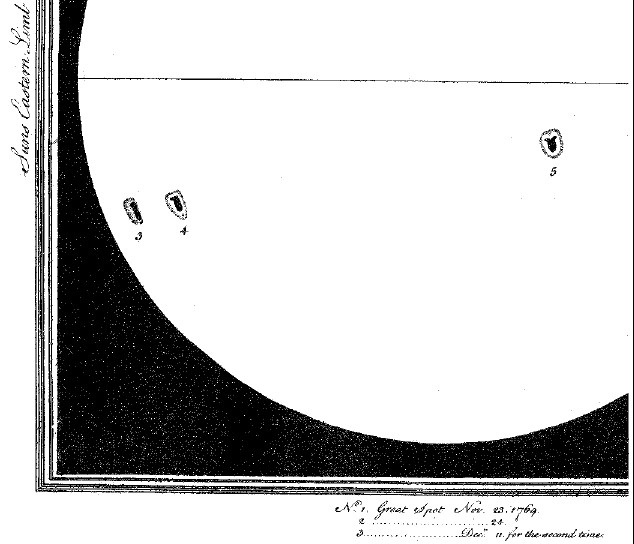
Dibujo original de Alexander Wilson, en el que se explica la configuración de las manchas solares (1774)

En 1769 el astrónomo escocés Alexander Wilson (1714-1786) notó que la forma de una mancha solar cambiaba notablemente cuando se acercaba al limbo solar. Una  mancha que es concéntrica a la penumbra cuando está en el centro del sol parece ocupar una posición excéntrica a la penumbra por efecto de la perspectiva.
Estas observaciones mostraron que las manchas solares eran rasgos en la superficie solar, y no planetas menores u objetos situados sobre la superficie. Es más, Wilson concluyó que las manchas solares eran de hecho depresiones en la superficie de la fotosfera.
Hoy se sabe que las manchas solares se forman cuando el calor que proviene del centro del Sol por convección se detiene a causa del campo magnético del sol. Las manchas del sol son más frías que el resto de la fotosfera (aproximadamente 4000 °C). Las manchas solares evolucionan en un ciclo  de 11 años.     
- Datos: Q1553022